# الباب التاسع

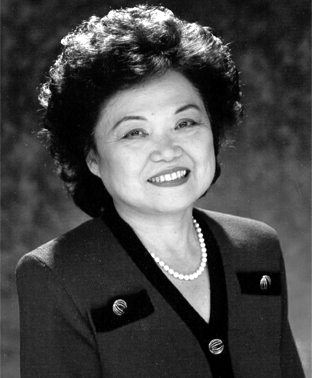
باتسي مينك

الباب التاسع هو الاسم الأكثر استخدامًا لقانون الحقوق المدنية الفيدرالية في الولايات المتحدة والذي جرى سنه كجزء (الباب التاسع) من تعديلات التعليم لعام 1972. وهو يحظر التمييز على أساس الجنس في أي مدرسة أو أي برنامج تعليمي آخر يتلقى التمويل من الحكومة الفيدرالية. وهو القانون العام رقم 92-318، 86. 235 (يونيو 23، 1972)، المشرع في 20 يو. إس. سي. §§ 1681-1688.
كتب السناتور بيرش بايه 37 كلمة من الباب التاسع. قدم بايه لأول مرة تعديلًا على قانون التعليم العالي لحظر التمييز على أساس الجنس في 6 أغسطس عام 1971 ومرة أخرى في 28 فبراير عام 1972، عندما أقره مجلس الشيوخ. ثم عقدت النائبة إديث غرين، رئيسة اللجنة الفرعية للتعليم، جلسات استماع حول التمييز ضد المرأة، وقدمت تشريعات في مجلس النواب في 11 مايو عام 1972. وأقر الكونغرس الباب التاسع في 8 يونيو عام 1972. ومع محاولات إضعاف الباب التاسع، برزت النائبة باتسي مينك كقائدة في مجلس النواب لحماية القانون، وقد تغير اسم القانون لاحقًا إلى قانون باتسي مينك لتكافؤ الفرص في التعليم بعد وفاة مينك في عام 2002. عندما جرى إقرار الباب التاسع في عام 1972، كان 42 في المئة فقط من الطلاب المسجلين في الكليات الأمريكية من الإناث.
كان الغرض من الباب التاسع من التعديلات التعليمية لعام 1972 هو تحديث الباب السابع من قانون الحقوق المدنية لعام 1964، الذي يحظر عدة أشكال من التمييز في التوظيف، لكنه لم يعالج أو يذكر التمييز في التعليم.

## النص
فيما يلي النص الأصلي الذي كتبه الرئيس ريتشارد نيكسون ووقعه في عام 1972: 
لا يجوز استبعاد أي شخص في الولايات المتحدة، على أساس الجنس، من المشاركة في أي برنامج تعليمي أو نشاط يتلقى المساعدة المالية الفيدرالية أو حرمانه من المزايا أو التعرض للتمييز.
- معهد المعلومات القانونية التابع لكلية كورنيل للقانون (20 قانون الولايات المتحدة § 1681 - (الرجال والنساء) الجنس)

## الخلفية التاريخية

### الأسس والجلسات
صدر الباب التاسع كمتابعة لإقرار قانون الحقوق المدنية لعام 1964. وقد صدر قانون عام 1964 لإنهاء التمييز في مختلف المجالات على أساس العرق أو اللون أو الدين أو الجنس أو الأصل القومي في مجالات التوظيف وأماكن الإقامة العامة. لم يحظر قانون عام 1964 التمييز على أساس الجنس ضد العاملين في المؤسسات التعليمية. كما جرى سن قانون مواز، الباب السادس، في عام 1964 لحظر التمييز في الكيانات الخاصة والعامة الممولة فيدراليًا. غطت العرق واللون والأصل القومي لكنها استبعدت الجنس. ضغطت النسويات خلال أوائل السبعينيات من القرن العشرين على الكونغرس لإضافة الجنس كفئة محمية. وجرى سن الباب التاسع لسد هذه الفجوة وحظر التمييز في جميع برامج التعليم الممولة فيدراليًا. ثم اقترح عضو الكونغرس جون تاور تعديلًا على الباب التاسع من شأنه أن يعفي أقسام ألعاب القوى من الباب التاسع.
رُفض تعديل تاور، لكنه أدى إلى سوء فهم واسع النطاق للباب التاسع كقانون للإنصاف في الرياضة، بدلًا من قانون الحقوق المدنية المناهض للتمييز. بينما اشتهر الباب التاسع بتأثيره على ألعاب القوى في المدارس الثانوية والجامعية، لم يشر القانون الأصلي صراحةً إلى الرياضة. مثلما أصدرت المحكمة العليا للولايات المتحدة قرارات في الثمانينيات والتسعينيات من القرن العشرين، توضح أن التحرش والاعتداء الجنسيين هما شكل من أشكال التمييز الجنسي. وفي عام 2011 أصدر الرئيس باراك أوباما توجيهًا يذكّر المدارس بالتزامها بمعالجة الاعتداءات الجنسية باعتبارها مسائل تتعلق بالحقوق المدنية بموجب الباب التاسع. وأصدر أوباما أيضًا إرشادات توضح الحماية بموجب الباب التاسع لطلاب مجتمع الميم من خلال المراسلات الرسمية.
كانت مقدمة الباب التاسع أمرًا تنفيذيًا، أصدره الرئيس ليندون جونسون في عام 1967، يحظر التمييز في العقود الفيدرالية. وقبل إصدار هذه الأوامر أقنعته المنظمة الوطنية للمرأة (ناو) بتضمين إضافة النساء. وفرض الأمر التنفيذي 11375 على جميع الكيانات التي تحصل على عقود فيدرالية بإنهاء التمييز على أساس الجنس في التوظيف والعمل. وفي عام 1969 كان أحد الأمثلة البارزة على نجاح القانون هو برنيس ساندلر التي استخدمت الأمر التنفيذي للاحتفاظ بوظيفتها ومنصبها في جامعة ميريلاند. واستخدمت إحصائيات الجامعة لإظهار كيف تدهور توظيف الإناث في الجامعة حيث حل الرجال محل النساء المؤهلات. ثم قدمت ساندلر شكاواها إلى مكتب الامتثال للعقود العادلة الفيدرالية التابع لوزارة العمل، حيث جرى تشجيعها على تقديم شكوى رسمية؛ استشهدت لاحقًا بعدم المساواة في الأجور والرتبة والقبول، من بين أمور أخرى.
سرعان ما بدأت ساندلر بتقديم شكاوى ضد جامعة ميريلاند وكليات أخرى أثناء عملها مع المنظمة الوطنية للمرأة ورابطة العمل من أجل المساواة للمرأة. قدمت ساندلر فيما بعد 269 شكوى ضد الكليات والجامعات، ما أدى إلى أحداث 1970. وفي عام 1970، انضمت ساندلر إلى اللجنة الفرعية لنائبة مجلس النواب الأمريكي إديث غرين حول التعليم العالي التابعة للجنة التعليم والعمل، وراقبت جلسات الاستماع في الكونغرس ذات الصلة بقضايا المرأة بشأن التوظيف وتكافؤ الفرص. في هذه الجلسات اقترحت غرين وساندلر في البداية فكرة الباب التاسع. وأعدت غرين مسودة تشريعية مبكرة تهدف إلى تعديل قانون الحقوق المدنية لعام 1964. وفي الجلسة كان هناك ذكر لألعاب القوى. كانت الفكرة من وراء المسودة فكرة تقدمية في تأسيس عمل إيجابي للمرأة في جميع جوانب التعليم الأمريكي.  

### خطوات من مشروع إلى قانون تشريعي إلى قانون عام
قُدم الباب التاسع رسميًا إلى الكونغرس من قبل السناتور بيرش بايه من إنديانا في عام 1971 والذي كان آنذاك الراعي الرئيسي لمجلس الشيوخ لمناقشات الكونغرس. في ذلك الوقت كان بايه يعمل على العديد من القضايا الدستورية المتعلقة بتوظيف المرأة والتمييز على أساس الجنس، بما في ذلك على سبيل المثال لا الحصر المسودة المنقحة لتعديل المساواة في الحقوق. حاول قانون المساواة بين الجنسين بناء «قاعدة دستورية قوية يمكن من خلالها المضي قدمًا في إلغاء المعاملة التمييزية القائمة على الجنس». بينما كان بايه يواجه صعوبة حزبية في إخراج تعديل المساواة في الحقوق من اللجنة، كان قانون التعليم العالي لعام 1965 في قاعة مجلس الشيوخ لإعادة التفويض؛ وفي 28 فبراير 1972، أعاد بايه تقديم بند موجود في مشروع قانون المساواة في الحقوق الأصلي / المنقح كتعديل أصبح الباب التاسع. صرح بايه في ملاحظاته في قاعة مجلس الشيوخ، «نحن جميعًا على دراية بالصورة النمطية أن النساء هن أشياء جميلة يذهبن إلى الكلية للعثور على زوج، واللواتي تذهبن إلى المدرسة العليا لأنهن تردن زوجًا أكثر إثارة للاهتمام، وأخيرًا تتزوج، وتنجب أطفالًا، ولا تعمل أبدًا. تنبع رغبة العديد من المدارس في عدم إضاعة «مكان الرجل» على المرأة من مثل هذه المفاهيم النمطية. لكن الحقائق تتعارض مع هذه الأساطير حول «الجنس الأضعف» وقد حان الوقت لتغيير افتراضاتنا. «بالنسبة للنساء في أمريكا، وهو حق لهن، تأمين فرص متساوية للالتحاق بالمدارس التي يخترنها، ولتطوير المهارات التي يردنها، وتطبيق تلك المهارات مع العلم أنه سيكون لديهن فرصة عادلة لتأمين وظائفهن بأجر متساوٍ عن العمل المتساوي». وأصبح الباب التاسع قانونًا عامًا في 23 يونيو عام 1972. عندما وقع الرئيس الأمريكي نيكسون على مشروع القانون، تحدث في الغالب عن إلغاء الفصل العنصري في حافلات النقل، ولم يذكر توسيع الوصول التعليمي للنساء الذي سنه.